# نايجل أوغدن
نايجل أوغدن (بالإنجليزية: Nigel Ogden)‏ هو ملحن بريطاني، ولد في 1954 في مانشستر في المملكة المتحدة.

## وصلات خارجية
- نايجل أوغدن على موقع ميوزك برينز (الإنجليزية)
- نايجل أوغدن على موقع ديسكوغز (الإنجليزية)